# Chahé Barsoumian
Chahé Barsoumian est un homme politique libanais d'origine arménienne.
Membre du parti Dashnak (Tachnag), il est nommé en 1991 député arménien orthodoxe du Metn et sera réélu à ce poste en 1992.
Il sera aussi ministre de l'Industrie et du Pétrole en 1992 (cabinet de Rachid Solh), ministre d'État entre 1992 et 1994, puis délégué aux Affaires sociales et aux Handicapés entre 1994 et 1995 (remplaçant Elie Hobeika).
Il sera de retour au ministère de l'Industrie et du Pétrole entre 1995 et 1998, s'occupant particulièrement du Pétrole entre 1996 et 1998 (avec Nadim Salem délégué à l'Industrie). C'est pour son passage au ministère du Pétrole qu'il sera célèbre. En 1999, une procédure judiciaire contre lui sera lancée, l'accusant de corruption et de favoritisme dans les adjudications de contrats pétroliers.
Il purgera une peine de 11 mois de prison, puis sera libéré sous caution. Une commission d'enquête parlementaire l'acquittera durant l'automne 2005.